# Madita (literarische Figur)
Madita (schwedisch Madicken) ist eine Romanfigur der schwedischen Schriftstellerin Astrid Lindgren. Sie erscheint in zwei Romanen (Madicken 1960 (deutsch Madita, 1961); Madicken och Junibackens Pims 1976 (Madita und Pims, 1976)) und einer Erzählung (Titta Madicken, det snöar, 1983 (deutsch Guck mal, Madita, es schneit!, 1984)). Zwei weitere Erzählungen entstanden als Auszüge aus den Romanen (När Lisabet pillade in en ärta i näsan, 1991 (deutsch Als Lisabet sich eine Erbse in die Nase steckte, 1992); Jullov är ett bra påhitt, sa Madicken.
, 1993 (Wie gut, dass es Weihnachtsferien gibt, sagte Madita, 1994)). Illustratorin sämtlicher Madita-Bücher ist Ilon Wikland, vom Schwedischen ins Deutsche übertragen wurden sie von Anna-Liese Kornitzky und Silke von Hacht. 1979 wurden die Romane unter der Regie von Göran Graffman verfilmt und aus dem Material eine Fernsehserie und zwei Kinofilme produziert. Die Fernsehserie wurde 1980 erstmals in Deutschland ausgestrahlt, die Filme kamen 1994 in die deutschen Kinos.

## Die Figur und ihr Umfeld
Margareta Engström, genannt Madita, ist fast sieben Jahre alt. Sie lebt mit ihren Eltern, Kajsa und Jonas Engström, ihrer kleinen Schwester Elisabet, genannt Lisabet, der Magd Alva, Pudel Sasso und Katze Gosan auf dem Gut Birkenlund (schwedischer Name: „Junibacken“, Bedeutung: „der Junihügel“) in Schweden. Später wird noch die jüngste Schwester Kajsa geboren. Auf dem Nachbargut „Waldesruh“ (im Original: „Lugnet“, dt.: „die Ruhe“) wohnen Herr und Frau Nilsson mit ihrem fünfzehnjährigen Sohn Abbe (Kurzform von Albin oder Albert), Maditas bestem Freund.

## Der Name
Madita ist kein schwedischer weiblicher Vorname. Der originale schwedische Name der Titelheldin lautet wie im Deutschen Margareta, ihr schwedischer Spitzname ist Madicken.
Durch die Bücher von Astrid Lindgren ist Madicken in Schweden zu einem eigenständigen Vornamen geworden, das Gleiche gilt für die von Anna-Liese Kornitzky kreierte Übersetzung Madita in den deutschsprachigen Ländern.

## Hintergrund

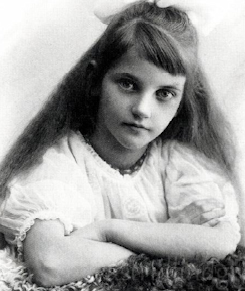
Die Original-Madita: Astrid Lindgrens Freundin Anne-Marie Ingeström, genannt Madicken (28. August 1907 – 1991)

Anders als viele andere Hauptfiguren Astrid Lindgrens stammt Madita nicht aus einer Bauern-, sondern einer Bürgerfamilie. Das Vorbild für Madita war eine Jugendfreundin Astrid Lindgrens, Anne-Marie Ingeström, die Tochter des Bankdirektors von Vimmerby, die „Madicken“ genannt wurde. Anne-Maries einflussreicher Vater setzte durch, dass Astrid Lindgren die Realschule besuchen durfte, weil seine Tochter sich nicht von ihrer Freundin trennen wollte.
In den schwedischen Originalausgaben wird mehrmals der Erste Weltkrieg erwähnt; in den deutschen Übersetzungen wurden diese Stellen gestrichen.

## Handlung der beiden Romane
Maditas Vater Jonas Engström ist Journalist. Er hat unkonventionelle Ansichten und ist sozial engagiert. Er ermutigt Madita, sich auch mit Menschen aus anderen Verhältnissen abzugeben, beispielsweise mit der verarmten Nachbarfamilie Nilsson, was ihre Mutter zunächst nicht gern sieht. Onkel Nilsson sollte eigentlich Kringel backen, verbringt seine Tage aber in der Kneipe. Jene Aufgabe übernimmt daher Abbe, während Tante Nilsson die Kringel auf dem Markt verkauft. Abbe wird von Madita sehr bewundert und später ihr bester Freund.
Madita gilt als schwieriges Kind, da sie oft verrückte Einfälle und ein sehr hitziges Temperament hat. Beispielsweise springt sie mit einem Regenschirm vom Dach, da sie gehört hat, dass man mit einem „Schirm“ aus einem Flugzeug springen und auf diese Art fliegen kann. Ihre kleine Schwester Lisabet gilt als braves Kind, obwohl sie sich oft hässlich benimmt – sie zieht die Katze am Schwanz, beißt Maditas Schokoladenfigur den Kopf ab und kann sich nicht entschuldigen. Lisabets Lieblingswort ist „apselut“ (absolut).
In der Schule hat Madita zunächst Schwierigkeiten, weil sie sich nur schwer einfügen kann. Sie erfindet einen Jungen namens Richard, dem sie ihre Verfehlungen in die Schuhe schiebt. Immer wieder bekommt sie Streit mit ihrer Mitschülerin Mia, der meistens in einer Prügelei endet.
Madita hat jedoch ein gutes Herz und nimmt es sehr schwer, wenn es jemand anderem schlechtgeht. Anders als Lisabet kann sie sich entschuldigen, wenn sie sich falsch verhalten hat. Die biblische Geschichte von Josef im Brunnen nimmt sie sich sehr zu Herzen, und als die freche Mia vom Rektor mit einem Rohrstock geschlagen wird, ist Madita die einzige, die protestiert. Später werden Madita und Mia Freundinnen, nachdem sich Madita von Mia Läuse geholt hat und Maditas Mutter und Alva die beiden Mädchen entlausen. Madita ahnt bereits, dass sie ein privilegiertes Leben führt – nach einer Schlägerei mit Mia bekommt nur Mia Ärger vom Rektor, und Madita begreift, dass der Schulleiter es sich nicht mit dem Redakteur der Zeitung verderben will.
Eine weitere wichtige Figur ist Linus-Ida, eine arme Wäscherin, die gelegentlich auf Birkenlund aushilft, deren zwei Töchter nach Amerika ausgewandert sind. Linus-Ida ist sehr religiös, und ihre schaurig-schönen Lieder faszinieren Madita. Maditas Mutter verbietet Linus-Ida jedoch, die Kinder mit Geschichten von der Hölle zu ängstigen.
Immer wieder macht der wahnsinnige Lindkvist die Stadt unsicher. Er wird allgemein bedauert, doch die Menschen fürchten ihn wegen seiner Wutanfälle. Einmal vergreift er sich an Lisabet und einmal an der neugeborenen Kajsa, doch alles geht glimpflich aus.
Maditas Eltern verursachen einen Skandal, als sie das Dienstmädchen Alva auf einen Wohltätigkeitsball mitnehmen. Die snobistische „Bürgermeisterin“ (Frau des Bürgermeisters), die den Ball organisiert hat, ist entsetzt und weist alle Herren an, nicht mit Engströms Dienstmädchen zu tanzen. Die Situation wird gerettet durch den Schornsteinfeger, der laut singend hereinkommt und Alva zum Tanzen auffordert.

## Veröffentlichung
1954 veröffentlichte Astrid Lindgren die erste Kurzgeschichte über Madita (Rickard) in der Zeitschrift Vi (Ausgabe 25, 1954). Illustriert wurde die Geschichte von Birgitta Nordenskjöld. Allerdings wird Madita in der Kurzgeschichte nur Magareta genannt. 1956 wurde diese Geschichte von Lisa Tetzner auch ins Deutsche übersetzt und erschien in dem Buch Bunte Perlen. Kindergeschichten aus aller Welt beim Bertelsmann Verlag. 1960 folgte in Schweden die Veröffentlichung des Romans Madicken, der 1961 unter dem Titel Madita auch auf Deutsch erschien. Die Kurzgeschichte Richard (schwedisch: Rickard) wurde zu einem Kapitel des Buches. 1976 erschien mit Madita und Pims (schwedisch: Madicken och Junibackens Pims) eine Fortsetzung der Geschichte. Es folgte 1984 das Bilderbuch Guck mal, Madita, es schneit! (schwedisch: Titta, Madicken, det snöar!, 1983). Daneben wurden Auszüge aus den Romanen als Bilderbücher veröffentlicht.

## Die Bücher

### Eigenständige Werke
- Madita, 1961 (Madicken, 1960), aus dem Schwedischen von Anna-Liese Kornitzky
- Madita und Pims, 1976 (Madicken och Junibackens Pims, 1976), aus dem Schwedischen von Anna-Liese Kornitzky
- Guck mal, Madita, es schneit!, 1984 (Titta, Madicken, det snöar!, 1983), aus dem Schwedischen von Silke von Hacht

### Auszüge ausMadita
- Als Lisabet sich eine Erbse in die Nase steckte, 1992 (När Lisabet pillade in en ärta i näsan, 1991)
- Wie gut, dass es Weihnachtsferien gibt, sagte Madita, 1994 (Jullov är ett bra påhitt, sa Madicken, 1993)

### Sammelbände
- Madita, Gesamtausgabe, 1980 (enthält Madita und Madita und Pims)
- Madita und Lisabet aus Birkenlund, 2003 (enthält Als Lisabet sich eine Erbse in die Nase steckte und Wie gut, dass es Weihnachtsferien gibt, sagte Madita)

### Hörbücher
- Madita: Jetzt fegt der Schneesturm durch das Land, gelesen von Ursula Illert. 2 CDs. Oetinger Audio. Ungekürzte Lesung. Zusammen mit Madita – Ein Sommertag auf Birkenlund die komplette Lesung des Romans Madita. ISBN 9783837310771
- Madita – Ein Sommertag auf Birkenlund, gelesen von Ursula Illert. 2 CDs. Oetinger Audio. Ungekürzte Lesung. Zusammen mit Madita: Jetzt fegt der Schneesturm durch das Land die komplette Lesung des Romans Madita. ISBN 9783837310511
- Guck mal, Madita, es schneit! , gelesen von Manfred Steffen. 1 CD. Deutsche Grammophon Production. Lesung.

## Verfilmungen
In Schweden wurden eine sechsteilige Fernsehserie (Madicken, Erstausstrahlung 6. Oktober – 10. November 1979) und zwei Kinofilme (Du är inte klok, Madicken (1979), Madicken på Junibacken (1980)) produziert.
In Deutschland wurden die Verfilmungen ab 22. Dezember 1980 als zweite Weihnachtsserie Madita zehnteilig im ZDF ausgestrahlt. Am 24. Dezember 1990 erfolgte die Erstausstrahlung von Du är inte klok, Madicken als Fernsehfilm unter dem Titel Madita, ebenfalls im ZDF. Ins Kino kamen die Filme erst 1994: Am 12. Mai startete Madita, am 3. November Madita und Pim (Madicken på Junibacken).

## Hörspielfassung
1992 produzierten RB/MDR/RIAS Berlin und SDR Madita als 7-teiliges Hörspiel. Die Funkbearbeitung stammte von Christian Gebert, der auch die Regie führte. Die Erstausstrahlung fand zwischen dem 15. November und dem 25. Dezember 1992 statt.
Es sprachen: Ursula Illert (Erzählerin), Minna Wündrich (Madita), Inga Eckstein (Lisabet), Paul Stöcker (Abbe), Ulrike Kriener (Mutter), Dietmar Mues (Vater), Katharina Zapatka (Alva), Erika Wackernagel (Linus-Ida) und Ole Svendsen (Backman).